# Oligopogon ater
Oligopogon ater là một loài ruồi trong họ Asilidae. Oligopogon ater được Bigot miêu tả năm 1879.